# علم الغيب
الغيب في العقيدة الاٍسلامية هو العلم الذي يختص به الله سبحانه وتعالى دون غيره من خلقه وقد يظهر بعض من يصطفي من الرسل والأنبياء على بعض الغيبيات، والغيب لايعلمه الا الله سبحانه وتعالى وادعاء الغيب يعتبر كفرا أكبر مخرجا من الملة ومن امثلة ادعاء الغيب هو برج الحظ أو ماشابه في الجرائد والمجلات.
والغيب هو كل حقيقة لا يدرك طبيعتها العقل أو لا يتعامل معها الإنسان بالحواس حيث لا سبيل إلى معاينتها أو الوقوف عليها، لكنه يدركها كحقيقة ، كالملائكة والجن والشياطين والجنة والنار أو كالمستقبل وما سيقع فيه.
والروح التي تحيي هذا الجسد عند الإنسان والحيوان هي من علم الغيب أيضاً، ندركها كحقيقة لكن لا سبيل إلى معاينتها أو إدراك طبيعتها.
والغيب هو ما خلف المنظور ( ما وراء الطبيعة ) .
ولترسيخ هذا المعنى في نفوس الناس أبطل الإسلام كل طريق يدعي البشر أنهم يعلمون الغيب من خلاله، فأبطل الطيرة، وهي: محاولة استكشاف الغيب عن طريق تهييج الطير من أعشاشها، فإن ذهب يميناً ظن المتشائم أن في سفره خيراً فيمضي فيه، وإن ذهب يساراً ظن أن في سفره شراً فيرجع عنه، فقال - عليه الصلاة والسلام - : ( الطيرة شرك، الطيرة شرك ) رواه أحمد .
وأبطل الإسلام الكهانة وهي: ادعاء علم الغيب عن طريق الشياطين، فقال - عليه الصلاة والسلام -: ( من أتى كاهناً أو عرّافاًً فصدَّقه بما يقول فقد كفر بما أنزل على محمد ) رواه أحمد .
وأبطل الإسلام التنجيم، وهو: الاستدلال بأحوال الكواكب في اجتماعها وافتراقها على أحوال الخلق والأرض من جفاف وخصب ومطر وموت وحياة، فقال - عليه الصلاة والسلام - : ( من اقتبس علما من النجوم اقتبس شعبة من السحر زاد ما زاد ) رواه أبو داود وابن ماجة .
ومن التنجيم الباطل ما يسمى بعلم «الأبراج» والاستدلال به على مستقبل الإنسان وما سيحصل له من خير أو شر أو نجاح أو فشل، وقد ولع الناس بهذا اللون من التنجيم وتسامحوا في تعاطيه، رغبة في إشباع تطلعهم لمعرفة المستقبل .
وأبطل الإسلام ما يعرف بالطَرْقَ، وهو: ادعاء علم الغيب عن طريق رسم خطوط على الأرض، وبين أنها من جنس السحر والكهانة، فقال - عليه الصلاة والسلام - : ( العيافة والطيرة والطرق من الجبت ) رواه أبو داود .
ونص العلماء على حرمة ما يفعله الجهلة من قراءة الكف والفنجان، لمعرفة الغيب واستكشاف المستقبل، وبينوا أن ذلك كله من طرق الشيطان لإضلال بني آدم ، ومن أبواب الخرافة التي يجب على الإنسان أن ينزه عقله عن النزول إلى دركاتها، وأن يعلم أن الغيب باب مقفول لا يمكن أن يفتح إلا بإذن الله، كوحي من عنده، أو رؤيا صادقة، أو كرامة يمن الله بها على عبد من عباده، يكشف له بها حجب الغيب، وكل ذلك من عنده سبحانه لا تدخل للعبد في حصول شيء منه ، وما عداه مما يخترعه البشر فهو باطل وضلال .
وبهذا يظهر بوضوح تام كيف حمى الإسلام العقل وحرره من الخرافات التي سيطرت عليه طويلاً فجعلته أسير تطلعه لغيب لا يعلمه إلا الله.